# Monique Dixsaut
Monique Dixsaut, geborene Bensimon (* 1935), ist eine französische Philosophiehistorikerin auf dem Gebiet der antiken Philosophie.
Dixsaut ist Absolventin der École normale supérieure, Paris, in Philosophie, Agrégée de philosophie und emeritierte Professorin für antike Philosophie an der Universität Paris I Panthéon-Sorbonne. Dort hat sie ein Forscherteam zur Tradition de la pensée classique geleitet und im Verlag J. Vrin die entsprechende Buchreihe herausgegeben.
Dixsaut hat im Wesentlichen zu den Dialogen Platons und zu Platon als Quelle für die vorsokratischen Philosophen gearbeitet. Sie gilt über den französischsprachigen Raum hinaus neben Luc Brisson als herausragende Platonspezialistin. Weitere Veröffentlichungen widmete sie Friedrich Nietzsche, dessen Verhältnis zu Platon und dem Streit um dessen Geburt der Tragödie.

## Schriften (Auswahl)
Monographien
- Le Naturel philosophe. Essai sur les dialogues de Platon. Les Belles Lettres/Vrin, Paris 1985; nouvelle édition entièrement revue et corrigée. Vrin, Paris 1994; troisième édition corrigée 2001.
  - Italienische Übersetzung: La natura filosofica. Saggio sui dialoghi di Platone. Traduzione di Cesare Colletta. (Skepsis, Band 13). Loffredo, Neapel 2003.
- Platon et la question de la pensée. Études platoniciennes I. (Bibliothèque d’histoire de la philosophie). Vrin, Paris 2000.
- Métamorphoses de la dialectique dans les dialogues de Platon. (Bibliothèque d’histoire de la philosophie). Vrin, Paris 2001.
- Platon. Le désir de comprendre. (Bibliothèque des philosophies). Vrin, Paris 2003.
- Nietzsche. Par-delà les antinomies. Édition de la transparence, Paris 2006; deuxième édition revue et augmentée. (Bibliothèque d’histoire de la philosophie). Vrin, Paris 2012.
- Platon et la question de l’âme. Études platoniciennes II. (Bibliothèque d’histoire de la philosophie). Vrin, Paris 2013.
- Platon – Nietzsche. L’autre manière de philosopher. (Ouvertures). Fayard, Paris 2015.

Herausgeberschaften
- (Hrsg.): Jeanne Delhomme. (Cahiers de la nuit surveillée). Cerf, Paris 1991.
- (Hrsg.): Contre Platon. 1, Le platonisme dévoilé. (Tradition de la pensée classique). Vrin, Paris 1993; deuxième édition corrigée 2007.
- (Hrsg.): Contre Platon. 2, Le platonisme renversé. (Tradition de la pensée classique). Vrin, Paris 1995.
- (Hrsg.): Querelle autour de La Naissance de la tragédie. Textes choisis et annotés par Monique Dixsaut. (Tradition de la pensée classique). Vrin, Paris 1995.
- (Hrsg.): La fêlure du plaisir. Études sur le Philèbe de Platon. 1, Commentaires. (Tradition de la pensée classique). Vrin, Paris 1999.
- (Hrsg.): La fêlure du plaisir. Études sur le Philèbe de Platon. 2, Contextes. (Tradition de la pensée classique). Vrin, Paris 1999.
- (Hrsg.): La connaissance de soi. Études sur le Traité 49 de Plotin. (Tradition de la pensée classique). Vrin, Paris 2002.
- (Hrsg. mit Aldo Brancacci): Platon, source des présocratiques. (Bibliothèque d’histoire de la philosophie). Vrin, Paris 2002.
- (Hrsg. mit John M. Dillon): Agonistes. Essays in Honour of Denis O’Brien. Ashgate, Aldershot 2005.
- (Hrsg.): Études sur La République de Platon. 1, De la justice : éducation, psychologie et politique. (Tradition de la pensée classique). Vrin, Paris 2005.
- (Hrsg.): Études sur La République de Platon. 2, De la science, du bien et des mythes. (Tradition de la pensée classique). Vrin, Paris 2005.

Übersetzungen
- (Übers.): Platon, La République, Livres VI et VII. (Les œuvres philosophiques). Bordas, Paris 1980, 1986.
- (Übers.): Platon, Phédon. Flammarion, Paris 1991.
- (Übers.): Platon, Le Politique. Avec Dimitri El Murr, M.-A. Gavray, A. Hasnaoui, É. Helmer, A. Larivée, A. de la Taille et F. Teisserenc. (Les dialogues de Platon). Vrin, Paris 2018.
- (Übers.): Platon, Le Sophiste. (Les dialogues de Platon). Vrin, Paris 2022.